# Discocalyx cybianthoides
Discocalyx cybianthoides är en viveväxtart som först beskrevs av A. Dc., och fick sitt nu gällande namn av Carl Christian Mez. Discocalyx cybianthoides ingår i släktet Discocalyx och familjen viveväxter. Inga underarter finns listade i Catalogue of Life.